# Tofflorna (opera)

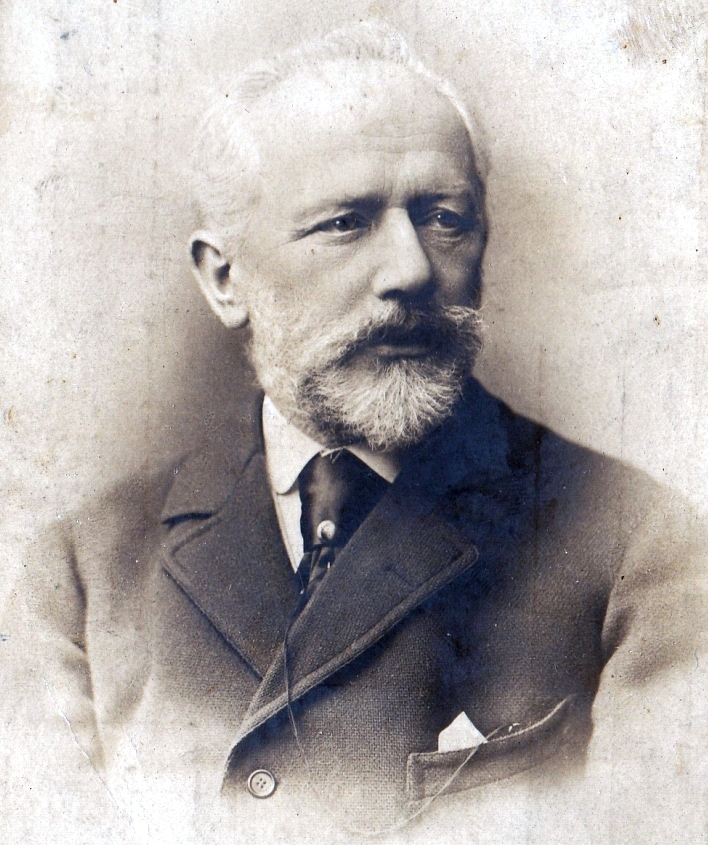
Pjotr Tjajkovskij

Tofflorna (ryska: Черевички, Cherevichki) är en opera i fyra akter med musik av Pjotr Tjajkovskij. Librettot skrevs av Jakov Polonskij och bygger på novellen Kejsarinnans tofflor ur samlingen Ukrainska noveller (1832) av Nikolaj Gogol. Operan är en revidering av Tjajkovskijs tidigare opera Smeden Vakula.

## Historia
Tjajkovskij var inte nöjd med operan Smeden Vakula och beslöt sig för att revidera verket 1885. Han tog bort en åttondel av musiken men skrev i gengäld dubbel så mycket ny musik, samt förenklade den återstående musiken för att göra den mer dramatisk effektiv för operascenen. Operan hade premiär den 31 januari 1887 på Bolsjojteatern i Moskva. Tjajkovskij dirigerade själv de fem föreställningarna, och det var hans debut som dirigent. Men inte heller denna gång blev operan någon succé och den uppfördes aldrig mer under Tjajkovskijs levnad. 1890 skrev han att "jag tror oreserverat på operans framtid som ett repertoarstycke och jag anser det musikaliskt sätt vara min bästa opera".

## Personer
- Vakula, smed (tenor)

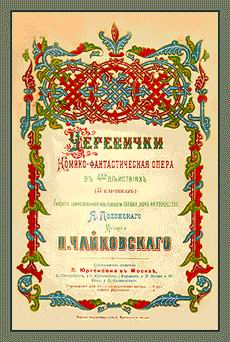
Librettots titelsida.

- Solokha, Vakulas moder, en häxa (mezzosopran)
- En djävul (bas)
- Chub, en gammal kosack (bas)
- Oksana, Chubs dotter (sopran)
- Pan Golova (bas)
- Panas, Chubs kompanjon (tenor)
- Skolläraren (tenor)
- Fursten (bas)
- Hovmästaren (bas)
- En uppassare (tenor)
- En gammal kosack (bas)
- En vattentroll (bas)

## Handling
Änkan Solokha går med på att hjälpa djävulen att stjäla månen. Djävulen är dock förargad på hennes son Vakula som har målat en hånande bild av honom. Djävulen manar fram en snöstorm vilken förhindrar Vakula att träffa sin älskade Oksana. Medan stormen rasar rider Solokha upp i skyn och stjäl månen. Oksana är ensam hemma när Vakula kommer på besök. Hon retar honom och han säger att han älskar henne. Oksanas fader Chub kommer in från snöstormen. Vakula känner inte igen honom och jagar ut honom med slag. Oksana blir arg och kör ut Vakula men inser sedan att hon älskar honom. Tre män och djävulen försöker i tur och ordning förföra Solokha men misslyckas. De kryper ned i varsin säck vilka Vakula kastar iväg. Oksana beordrar Vakula att ge henne tsaritsans tofflor, först då kommer hon att gifta sig med honom. Vakula blir förtvivlad och hotar med att begå självmord.
Djävulen försöker stjäla Vakulas själ men smeden hoppar upp på demonens rygg och tvingar honom att fara till Sankt Petersburg. Djävulen för honom till tsarens palats och försvinner sedan upp i spisen. Vakula smiter med några kosacker som ska uppvakta tsaritsan. Han ber tsaritsan om hennes tofflor och eftersom det är en sådan ovanlig önskan får han som han vill. På julmorgonen sörjer Solokha och Oksana då de tror att Vakula har begått självmord. Vakula återvänder med tofflorna och ber Chuba att förlåta honom för att han slog honom. Han ber även om Oksanas hand. Oksana säger att hon vill ha honom, inte tofflorna.